# 张晓彬 (1985年)
张晓彬（1985年2月14日—），男，河北张家口人，中国足球运动员。现效力中国足球超级联赛球队北京国安，司职中场。

## 生平

### 俱乐部生涯
张晓彬初中就读于北京八一中学，后加入陕西国力青年队，2001年被送往英格兰球队斯托克港。他在斯托克港表现出色，并认为是有潜力的新星。 但由于劳工证等原因，最终张晓彬无法进入斯托克港一队效力。
2005年，张晓彬加盟在刚刚成立的澳大利亚职业足球联赛征战的新西兰球队新西兰骑士，开始职业足球生涯。8月28日，他在联赛首轮新西兰骑士0比2不敌昆士兰狮吼的比赛出场，首次亮相职业联赛。 新西兰骑士在该赛季一直位列联赛末位，张晓彬在球队的地位也不稳定，整个赛季仅出场12次，并在1比1战平阿德莱德联的比赛射进职业生涯的首个进球。2006年夏季，张晓彬加盟澳大利亚维多利亚州联赛球队金斯顿城。
2007年，张晓彬回到中国，签约中国足球超级联赛球队长沙金德。2009赛季结束后，张晓彬和长沙金德出现合同纠纷而离队，最终中国足协仲裁判定张晓彬胜出，虽然错过了转会窗口，但他仍在2010年4月2日正式转会加盟天津泰达。 加盟天津后，张晓彬迅速成为球队的主力球员，但在2011赛季状态有所下滑，在二次转会期间，随着韩国球员宋钟国的加盟，张晓彬失去球队的位置。2012年1月，张晓彬转投天津泰达的死敌北京国安。